# Теплова електростанція

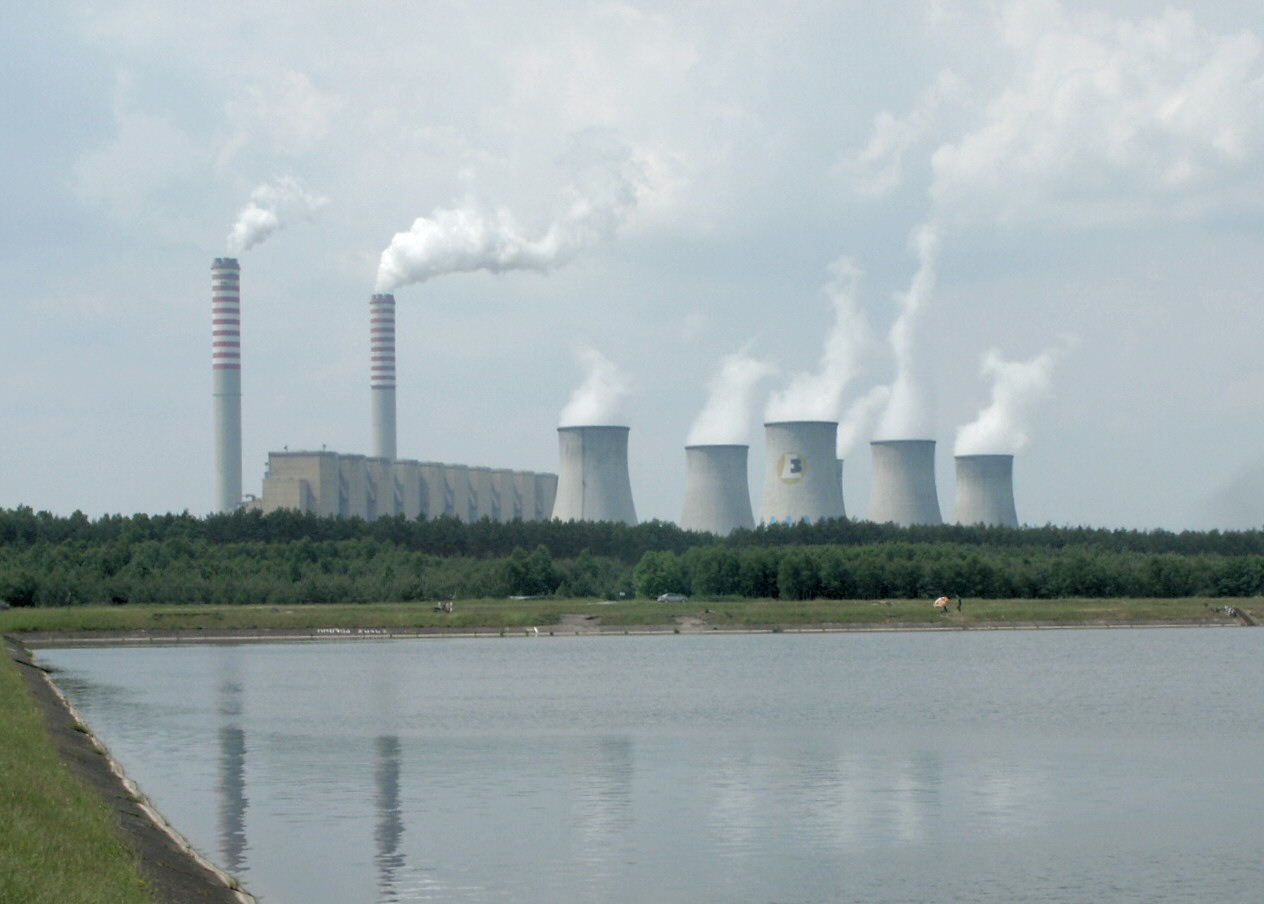
Теплова електростанція. Зовнішній вигляд.

Теплова електростанція (ТЕС), електростанція, в якій первинна енергія має хімічну форму і вивільняється шляхом спалювання вугілля, рідкого палива чи газу; на парових електростанціях (з паровими турбінами) у топці парового котла відбувається перетворення хімічної енергії палива в тепло газів — продуктів згоряння; це тепло передається теплоносію, пара з котла надходить до парової турбіни, де тепло перетворюється на кінетичну енергію обертання турбогенератора; відпрацьована в турбіні пара конденсується і віддає тепло охолоджувальній воді (наприклад, з річки).

## Конструкція ТЕС
| 1  | Охолоджувач пари               |
| 2  | Водний насос                   |
| 3  | Високовольтна лінія            |
| 4  | Підвищувальний трансформатор   |
| 5  | Електричний генератор (3-фази) |
| 6  | Турбіна низького тиску         |
| 7  | Водяний насос                  |
| 8  | Збірник конденсату             |
| 9  | Турбіна середнього тиску       |
| 10 | Клапан контролю пари           |
| 11 | Турбіна пари високого тиску    |
| 12 | Водяний дозатор                |
| 13 | Водяний нагрівач               |
| 14 | Конвеєр для вугілля            |

| 15 | Бункер для вугілля              |
| 16 | Вугільний пульверизатор         |
| 17 | Паровий котел                   |
| 18 | Бункер для золи                 |
| 19 | Головний контур теплообмінника  |
| 20 | Насос гарячого повітря          |
| 21 | Вторинний контур теплообмінника |
| 22 | Вхідна труба для повітря        |
| 23 | Первинний контур теплообмінника |
| 24 | Повітряний теплообмінник        |
| 25 | Фільтрувальна установка         |
| 26 | Витяжний вентилятор             |
| 27 | Димова труба                    |

| 1  | Охолоджувач пари               |
| 2  | Водний насос                   |
| 3  | Високовольтна лінія            |
| 4  | Підвищувальний трансформатор   |
| 5  | Електричний генератор (3-фази) |
| 6  | Турбіна низького тиску         |
| 7  | Водяний насос                  |
| 8  | Збірник конденсату             |
| 9  | Турбіна середнього тиску       |
| 10 | Клапан контролю пари           |
| 11 | Турбіна пари високого тиску    |
| 12 | Водяний дозатор                |
| 13 | Водяний нагрівач               |
| 14 | Конвеєр для вугілля            |

| 15 | Бункер для вугілля              |
| 16 | Вугільний пульверизатор         |
| 17 | Паровий котел                   |
| 18 | Бункер для золи                 |
| 19 | Головний контур теплообмінника  |
| 20 | Насос гарячого повітря          |
| 21 | Вторинний контур теплообмінника |
| 22 | Вхідна труба для повітря        |
| 23 | Первинний контур теплообмінника |
| 24 | Повітряний теплообмінник        |
| 25 | Фільтрувальна установка         |
| 26 | Витяжний вентилятор             |
| 27 | Димова труба                    |